# 江和 (萬曆進士)
江和（1567年—？），字以衷，又字不流，號敬见，江西饒州府鄱阳县人，明朝政治人物。

## 生平
萬曆二十八年庚子科江西乡试第一名举人，三十五年（1607年）丁未科進士，初任刑曹郎，钦恤关陕，多所平反，且以江右官徵官解法，易秦民累。适甘肃告警，指授方略，赖以无虞。有二帅以千金馈，俱却之。出守成都，注上考，擢滇南学政、東粤粮储参政，晋福建按察使。得赠封三世，喜曰：吾遂初矣。遂致仕归。及璫祸作，独不與，其知微如此。

## 家族
曾祖江冕。祖父江略。父江恕。母高氏。永感下。兄桐、科。弟程（医生）、稷、江之濱（同科进士）。